# Аллисин Чайнес
Аллисин Чайнес (англ. Allysin Chaynes), настоящее имя Андреа Ковач (англ. Andrea Kovacs, род. 11 февраля 1979, Бухарест) — американская порноактриса, лауреатка премии XRCO Award.

## Биография
Родилась 11 февраля 1979 года. В детстве вместе с родителями переехала в США, в долину Сан-Фернандо, штат Калифорния. Поскольку ей хотелось стать актрисой, она начала брать уроки актерского мастерства. Однако планы девушки немного поменялись, в 1997 году, в возрасте 18 лет, она вместе с бойфрендом начала сниматься в порнофильмах, увидев рекламу в газете. Дебютным фильмом стал Up and Cummers 45 режиссёра Рэнди Уэста.
Сценическое имя актрисы происходит от названия гранж-группы Alice in Chains. Изначально она хотела называть себя Alysin Wonderland, но затем сменила вторую часть псевдонима на Чайнес по указанию Рэнди Уэста.
Снималась для таких студий, как Fat Dog, Adam & Eve, Elegant Angel, Kick Ass Pictures, Passion Productions, K-Beech Video, Zane Group Entertainment, Jill Kelly Productions и других.
Долгое время выступала в качестве ведущей актрисы сериала Kelly the Coed режиссёра Джима Пауэрса, который был снят в жанре «колледж-порно» и выходил на студии Heatwave. Первый эпизод вышел в 1998 году. В первых одиннадцати частях (1998—2001) Аллисин сыграла главную роль Келли. В частях с 12 по 16 её заменили другие актрисы (Вайолет Блу в эпизоде 12, Кэти Морган в эпизоде 14, Кристал Рэй в эпизодах 15 и 16). Начиная с эпизода 17 (2003), она вернулась в роли Келли с грудными имплантами (поэтому эпизод озаглавлен Back to the Frat — «Назад к [студенческому] братству»). В эпизоде 20, выпущенном в 2004 году, главную роль играет уже актриса Райли Брукс.
Среди других работ, достойных упоминания, можно назвать Blonde Brigade режиссёра Джима Холлидея с участием Джилл Келли и Сидни Стил, фэнтези-порно A Wolf’s Tail режиссёра Бада Ли с Азией Каррерой, а также фильм 2003 года для женской аудитории Anticipation с Синди Кокс и Барри Вудом.
Аллисин озвучила главного женского персонажа, Анжелу, в английском дубляже хентая Vicious, выпущенного в 2002 году, в обеих частях.
В 2000 году получила награду XRCO Award в номинации «подростковая кремовая мечта». В том же году была номинирована на AVN Awards в категории «лучшая актриса (фильм)» за роль в Stray Cat.
Является лицензированным личным тренером.
Ушла из индустрии в 2011 году, снявшись в 379 фильмах.

## Награды и номинации
- 2000 XRCO Award победа — Cream (Teen) Dream[8]
- 2000 AVN Awards номинация — лучшая актриса (фильм), за Stray Cat[9]

## Избранная фильмография
- Stray Cat